# Geophis russatus
Geophis russatus là một loài rắn trong họ Rắn nước. Loài này được Smith & Williams mô tả khoa học đầu tiên năm 1966.